# Paracomitas undosa
Paracomitas undosa é uma espécie de gastrópode do gênero Paracomitas, pertencente a família Pseudomelatomidae.